# Oligia ferrea
Oligia ferrea är en fjärilsart som beskrevs av W. Warren 1911. Oligia ferrea ingår i släktet Oligia och familjen nattflyn. Inga underarter finns listade i Catalogue of Life.